# Nürnberger Hütte
Die Nürnberger Hütte ist eine Alpenvereinshütte der Kategorie I der Sektion Nürnberg des Deutschen Alpenvereins in den Stubaier Alpen in Tirol. Sie liegt auf einer Höhe von 2278 m ü. A., wird von Mitte Juni bis Anfang Oktober bewirtschaftet und bietet Platz für etwa 130 Personen.
Das beliebteste Tourenziel von der Nürnberger Hütte ist der Wilde Freiger, welcher nur über Gletscher zu erreichen ist. Die Hütte ist weiterhin ein Etappenziel des Stubaier Höhenwegs. Unweit der Hütte befindet sich ein Klettergarten und ein Klettersteig.

## Geschichte

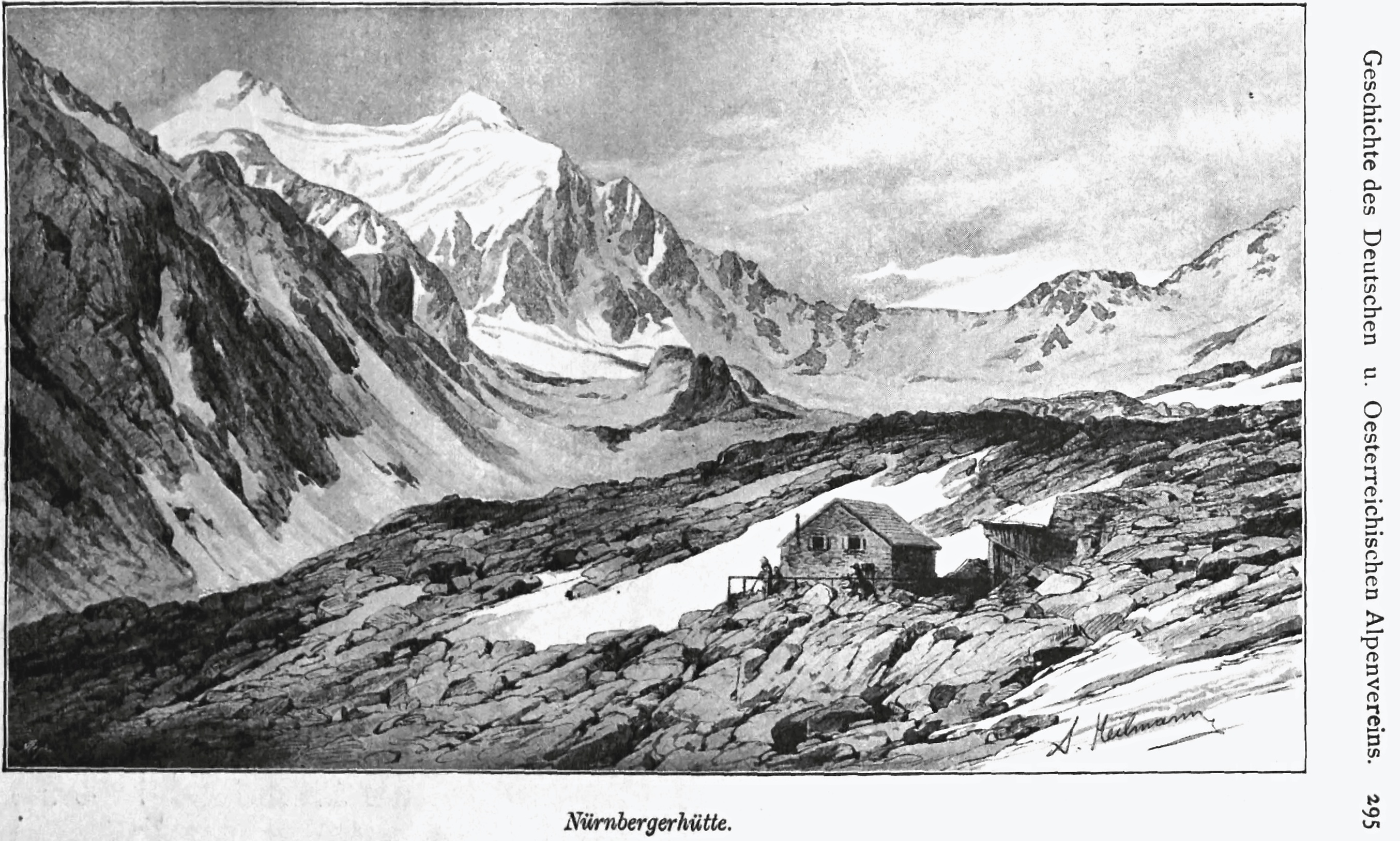
Nürnbergerhütte um 1894

Die erste, noch relativ kleine Hütte mit nur 8 Matratzenlagern wurde 1886 erbaut. Erweiterungen der Hütte fanden 1898 und 1908 statt. Bereits 1927 wurde eine kleine Wasserturbinenanlage zur Stromerzeugung für die Beleuchtung in Betrieb genommen. 1960 nach dem Bau einer Materialseilbahn und 1962 nach einer Erweiterung und dem Bau des Wasserkraftwerks erhielt die Hütte ihre heutige Form. Küche und Gaststube in der Nürnberger Hütte befinden sich nicht im selben Stockwerk, sondern sind über einen handbetriebenen Materialaufzug verbunden.

## Zustieg

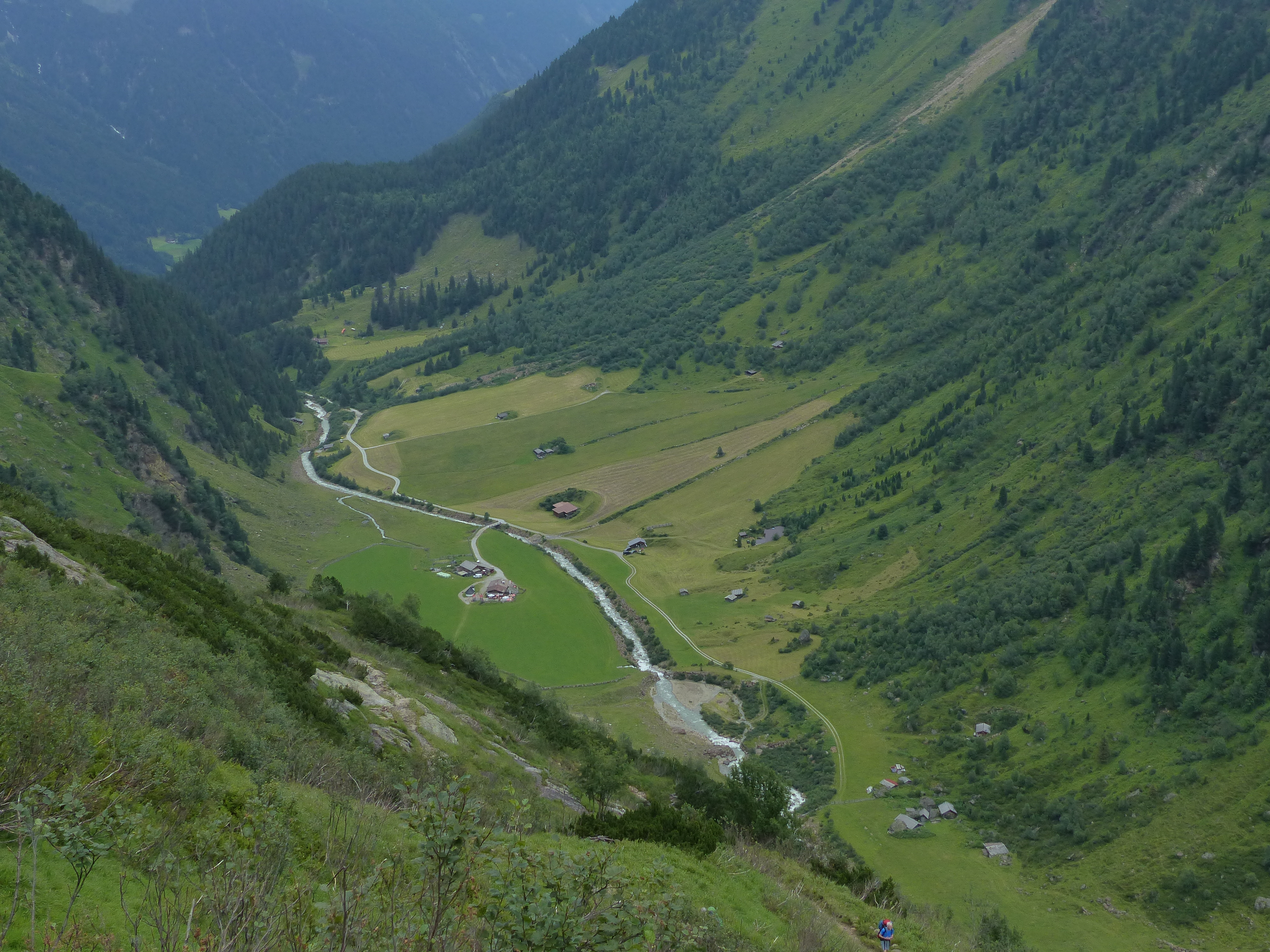
Langental mit Bsuchalm (linke Bildhälfte)

Die Nürnberger Hütte ist vom südlich von Ranalt im Stubaital gelegenen Parkplatz (1390 m ü. A.) in etwa 2½ Stunden zu Fuß erreichbar, wobei der Weg zunächst durch das Langental zur Bsuchalm führt. Diese liegt auf einem Talboden in Höhe von 1580 m ü. A. und ist bewirtschaftet. Danach windet sich der Weg an der westlichen Talseite in Kehren zur Hütte empor.
Das Hüttenschild zeigt noch die vom historischen Schild übernommene Höhe von 2297 m.

## Übergänge
Von der Nürnberger Hütte sind direkte Übergänge zu einer Reihe von Hütten möglich:
- Becherhaus (3195 m ü. A.), über Wilder Freiger, Gehzeit 5 Stunden
- Müllerhütte (3143 m ü. A.), über Wilder Freiger, Gehzeit 5 Stunden
- Magdeburger Hütte (2423 m ü. A.)
- Bremer Hütte (2411 m ü. A.), über Simmingjöchl, Gehzeit 3½ Stunden
- Sulzenauhütte (2191 m ü. A.), über Niederl (Gehzeit 2½ Stunden) oder Mairspitze (Gehzeit 3½ Stunden)
- Teplitzer Hütte (2586 m ü. A.), über Roter Grat, Gehzeit 5 Stunden

## Gipfel
- Mairspitze (2780 m ü. A.), Gehzeit 1½ Stunden
- Urfallspitze (2805 m ü. A.)
- Gamsspitzl (3050 m ü. A.)
- Wilder Freiger (3418 m ü. A.), über die Seescharte, leichte Kletterei, Gehzeit 4½ Stunden
- Feuerstein (3268 m ü. A.)
- Aperer Feuerstein (2967 m ü. A.)
- Roter Grat (3099 m ü. A.) über Freiger- oder Rotgratscharte, Gipfelgrat beider Varianten (Schwierigkeitsgrad I UIAA), über Gletscher, bis zum Freiger See bezeichnet, dann Steinmandl, Gehzeit 3 bzw. 2½ Stunden[2]

## Karten und Literatur
- Alpenvereinskarte 1:25.000, Blatt 31/1 Stubaier Alpen, Hochstubai (2011)
- Walter Klier: Alpenvereinsführer Stubaier Alpen alpin. 13. Auflage. Bergverlag Rother, München 2006, ISBN 3-7633-1271-4.
- Andreas Franke: 125 Jahre Nürnberger Hütte – Stubenmusik-Bühne in den Stubaiern. In: DAV Panorama. Band 63, Nr. 5, Oktober 2011, ISSN 1437-5923, S. 80–83 (alpenverein.de [PDF; 520 kB]).
- DAV Sektion Nürnberg (Hrsg.): 125 Jahre Nürnberger Hütte. (dav-nuernberg.de [PDF]).